# Chesapeake Beach
Chesapeake Beach è un comune degli Stati Uniti d'America, situato nello stato del Maryland, nella contea di Calvert.